# Dmitrij Gubernijev
Dmitrij Viktorovič Gubernijev (rusky Дмитрий Викторович Губерниев, * 6. říjen 1974 Drezna, Moskevská oblast, Sovětský svaz) je ruský televizní moderátor a sportovní komentátor televizního kanálu Matč TV. Držitel ocenění TEFI v letech 2007 a 2015.

## Biografie

### Televizní moderátor
V polovině 90. let 20. století se často účastnil televizních soutěží, mezi nimi například první soutěže sportovních komentátorů na stanici NTV Plus nebo soutěže moderátorů na televizním kanále ТВ-6.
Na televizních obrazovkách se objevil poprvé v roce 1997. V tomto roce byl přijat mezi pracovníky tehdy nedávno založeného televizního kanálu TVC. V letech 1997–2000 pracoval jako sportovní komentátor a komentátor sportovního zpravodajství na tomto kanále. Od roku 1998 byl souběžně komentátorem na kanále Eurosport, často byl komentátorem fotbalových utkání Euroligy a Magazínu Ligy Mistrů.
Od roku 2000 byl sportovním komentátorem na televizních kanálech Rossija-1 a Sport (později Rossija-2). Moderoval sportovní zpravodajství a zpravodajský pořad Věsti a Dobroje utro, Rossija! (2002–2005).
Byl moderátorem pořadů Sport za nědělju (2001–2002), Sbornaja Rossii (2003–2008), Nědělja sporta s Dmitrijem Gubernijevym (2007–2013), Boľsoj sport (2013–2015), Boľšoj futbol (2014–2015) a Biatlon s Dmitrijem Gubernijevym (2010–2015). Rovněž se opakovaně účastnil projektů Pevnost Boyard a Novogodnij Goluboj ogoňok.
V roce 2010 vedl intelektuální show pod názvem Kto chočet stať Maximom Galkinym? (Kdo se chce stát Maximem Galkinem?) na kanále Rossija-1. Pracuje na řadě olympijských her od roku 2000 jako komentátor a moderátor deníků. Současně komentoval ročníky Eurovision Song Contest, jmenovitě 2008, 2010, 2012, 2014 a 2016. Během noci z 2. na 3. listopadu 2014 komentoval spolu s Dmitrijem Těrechovským překonání mezery mezi dvěma mrakodrapy provazochodcem Nikem Wallendou na kanále Discovery Rossija.
Dne 10. prosince 2013 vyšel jeho debutový singl s názvem Větěr biatlona, kde se zhostil role zpěváka. Od 1. listopadu 2015 až do současnosti pracuje na sportovním kanále Matč TV, kde je komentátorem biatlonových závodů, moderátorem pořadu Vse na matč! a Biatlon s Dmitrijem Gubernijevym. Zůstává zaměstnancem VGTRK a poradcem generálního ředitele televizního kanálu Rossija-1.
Od 13. března 2016 je také komentátorem zábavního pořadu Čelověk protiv muchi na televizním kanále Če.

### Veřejný činitel
Od roku 2006 je členem veřejné rady Mladé gardy Jednotného Ruska. Dne 23. února 2012 spolu s poslankyní strany Jednotné Rusko Olgou Batalinovou vedl mítink stoupenců premiéra a kandidáta na prezidenta Ruské federace Vladimira Putina.
V květnu 2016 se stal členem hlavního štábu vojensko-vlasteneckého hnutí Junarmi spolu s prezidentem Asociace vojenských taktických her Michailem Galustjanem, výkonným ředitelem Ruské geografické společnosti Arťomem Manukjanem a kosmonautem Sergejem Krikaljovem. Fungování bylo obnoveno na popud ruského ministra obrany Sergeje Šojgu.

## Řády
- Řád Za zásluhy o vlast IV. stupně (udělen 19. září 2014)
- Řád přátelství (5. duben 2011) za velké zásluhy v rozvoji národního televizního a rozhlasového vysílání
- Novinář roku 2012 v rámci cen Biathlon-Award